# Mały Batyżowiecki Szczyt
Mały Batyżowiecki Szczyt (słow. Malý Batizovský štít) – niższy, zachodni wierzchołek Batyżowieckiego Szczytu o wysokości ok. 2445 m n.p.m. znajdujący się w Batyżowieckiej Grani (fragment grani głównej Tatr Wysokich) w słowackiej części Tatr Wysokich. Od wschodu Mały Batyżowiecki Szczyt sąsiaduje z Batyżowiecką Igłą, natomiast od zachodu z głównym wierzchołkiem Batyżowieckiego Szczytu (oddzielonym Wyżnią Batyżowiecką Szczerbiną) zwanym niekiedy dla odróżnienia Wielkim Batyżowieckim Szczytem.
Pomiędzy Kaczą Przełęczą a Małym Batyżowieckim Szczytem w grani znajduje się kilka mało wybitnych wzniesień i przełęczy:
- Batyżowiecka Turniczka (Batizovská vežička),
- Niżnia Batyżowiecka Szczerbina (Nižná Batizovská štrbina),
- Batyżowiecka Kopa (Batizovská kopa),
- Pośrednia Batyżowiecka Szczerbina (Prostredná Batizovská štrbina),
- Batyżowiecka Igła (Batizovská ihla)[1].

Na wierzchołek Małego Batyżowieckiego Szczytu nie prowadzą żadne znakowane szlaki turystyczne, jest on dostępny jedynie dla taterników.
Pierwsze wejścia na wierzchołek Małego Batyżowieckiego Szczytu miały miejsce zapewne podczas pierwszych wejść na pobliski główny wierzchołek.